# Goshen (Virginie)
Pour les articles homonymes, voir Goshen.
Goshen est une municipalité américaine située dans le comté de Rockbridge en Virginie.
Selon le recensement de 2010, Goshen compte 361 habitants. La municipalité s'étend sur 1,75 mille carré (4,53 km2) dont 0,05 mille carré (0,13 km2) d'étendues d'eau.
La localité est habitée par des agriculteurs européens dès les années 1740,. L'Assemblée générale de Virginie lui accorde le statut de municipalité lors de sa session 1883-84. Goshen ne se développe cependant qu'en 1890 lors de la création de la Goshen Land and Improvement Co et d'un hôtel. Le Goshen Land Company Bridge, construit à cette époque, est aujourd'hui un monument classé.
Goshen est connue pour accueillir un camp des Boy Scouts of America depuis 1967. Celui-ci reçoit chaque année près de 6 000 scouts, principalement originaires de la région de Washington.